# FV721
FV 721フォックス装甲車はイギリス陸軍の偵察戦闘車（装輪装甲車）。フェレット装甲車およびサラディン装甲車を置き換える車両として1965年からダイムラー社で開発が始まり、1967年11月に試作車が完成、1969年10月に制式採用され、1972年から量産を開始した。1993年4月に退役した。

## 概要
本車はCVR（T）（Combat Vehicle Reconnaissance（Tracked）、戦闘偵察車両（装軌型））と対をなすCVR（W）シリーズ（Wheeled、装輪型）として計画され、車体幅や搭載エンジンなどおおよそ同規格の車体に設計されているが、イギリス本国部隊に限っても3,000両を超す大量採用を勝ち取ったCVR（T）に比べCVR（W）は本車のみの採用に終わった。生産数は325両。
車体はアルミ合金製で、周囲に浮航スクリーンを取り付けて水上航行することが可能。30mm機関砲を装備した背の低い砲塔を搭載しているが、この砲塔はのちに再利用され、スコーピオン軽戦車の車体と組み合わせてセイバー偵察装甲車となっている。
退役後は民間に売却されたようで、個人で購入した事例がある。値段は4万7,376ドル。

## 派生型

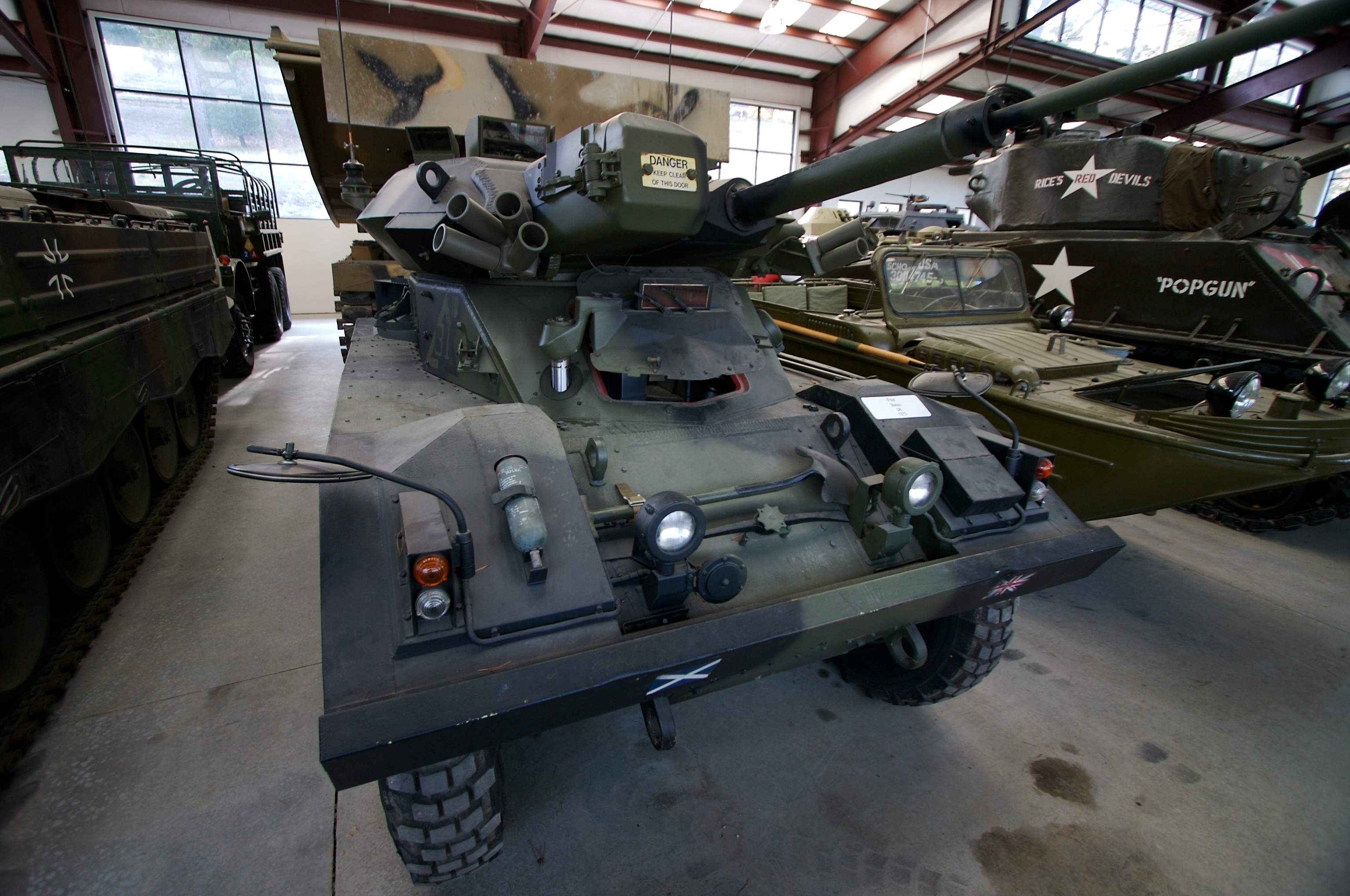
FV721
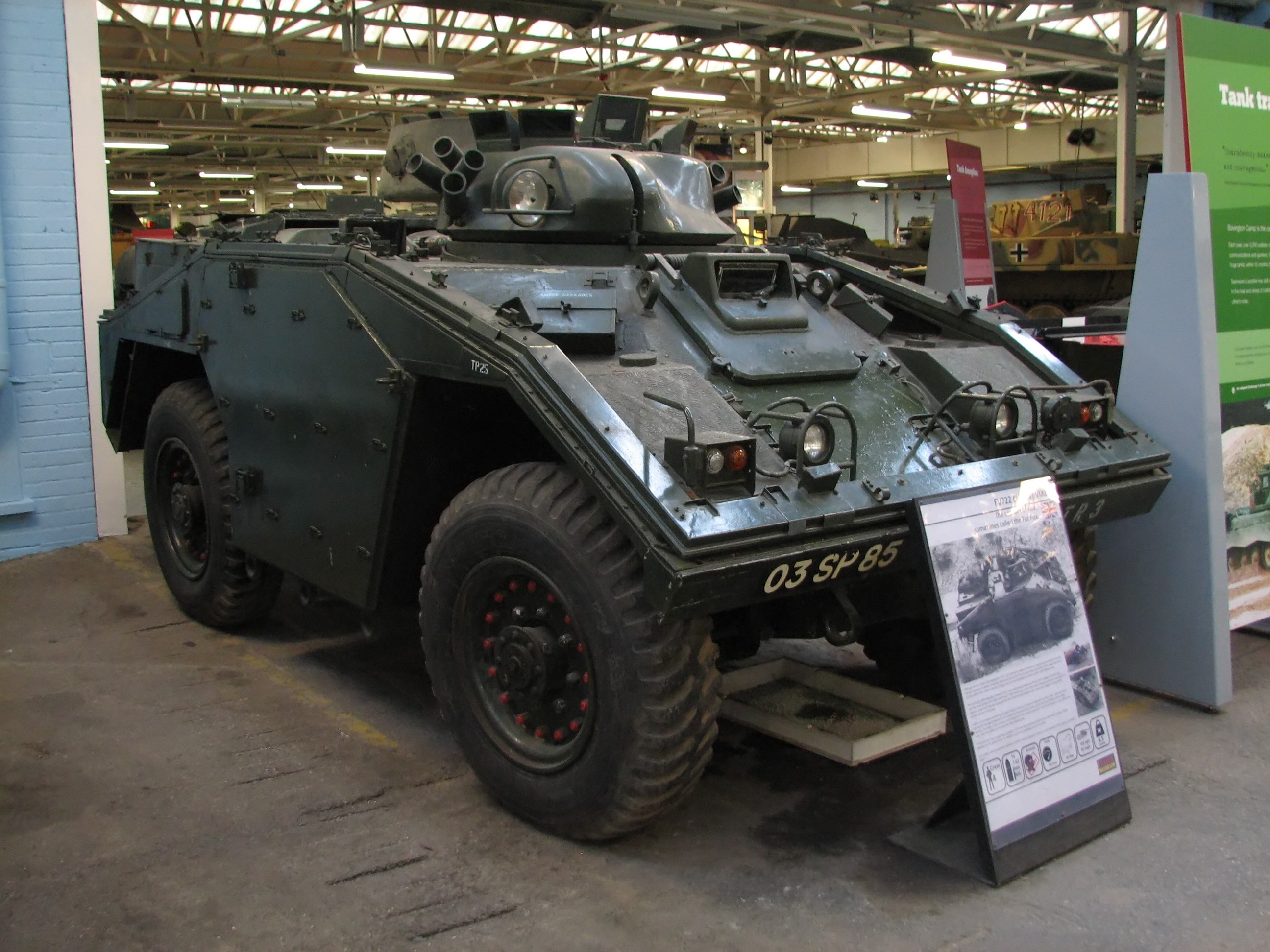
FV722

FV722 ヴィクセン
砲塔非搭載型。試作はされたが、量産まではされなかった。試作車がボービントン戦車博物館に展示されている。
ポールキャット
L7 GPMGまたはM2重機関銃を装備できる一人用銃座を搭載した試作車。少なくとも1両以上が製作され、1980年代に北アイルランドのパトロールに使われた。
パンガ
対マレーシア向け輸出用バージョン。Helio FVT800砲塔を採用しM242（25mm）とM240機関銃（7.62mm）を搭載。試作のみで受注は受けられず。
フォックス･ミラン
ミラン対戦車ミサイルランチャーを搭載する戦車駆逐車バージョン。試作のみ。
セイバー偵察装甲車
本車の砲塔を流用し、FV101スコーピオン軽戦車の車体と組み合わせた偵察装甲車。
FV432/30
1970年代中盤、ベルリン駐留英陸軍（ベルリン旅団）のFV432に本車の砲塔を載せる改修を施したもの。13両が改修されたところで計画が中止された。
- FV721
- FV722

## 運用国
- イギリス
- ナイジェリア
- マラウイ - 2024年時点で、マラウイ陸軍が20両のFV721 フォックスを保有[3]。